# Galluccio
Galluccio är en ort och kommun i provinsen Caserta i regionen Kampanien i Italien. Kommunen hade 2 152 invånare (2017).